# روسولا نغلة
روسولا نغلة (الاسم العلمي: Russula adulterina) هي نوع من الفطريات تتبع جنس الروسولا من الفصيلة الروسولية.